# Piet Henningsen

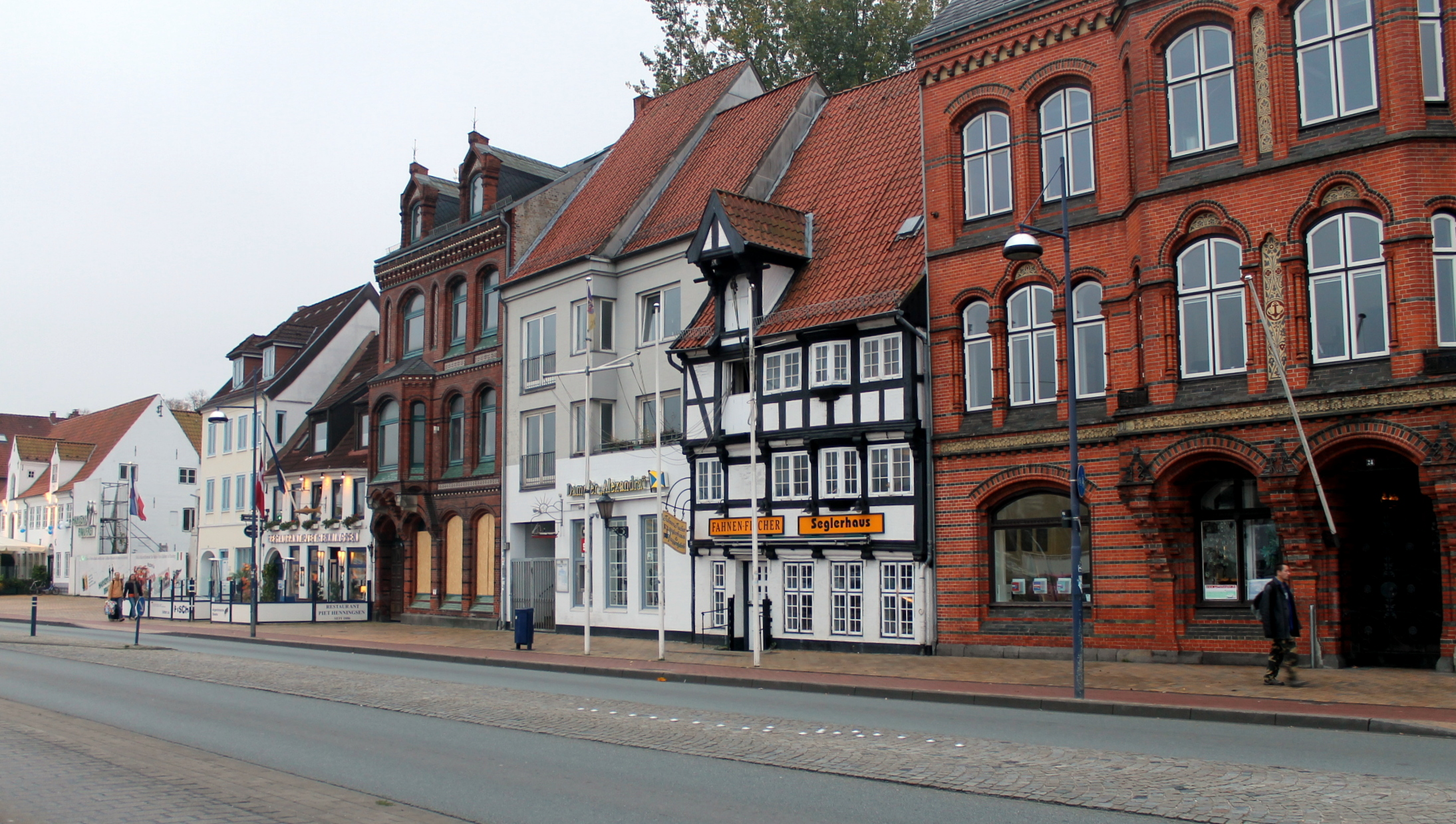
Die Schiffbrücke mit dem Restaurant Piet Henningsen, links im Bild

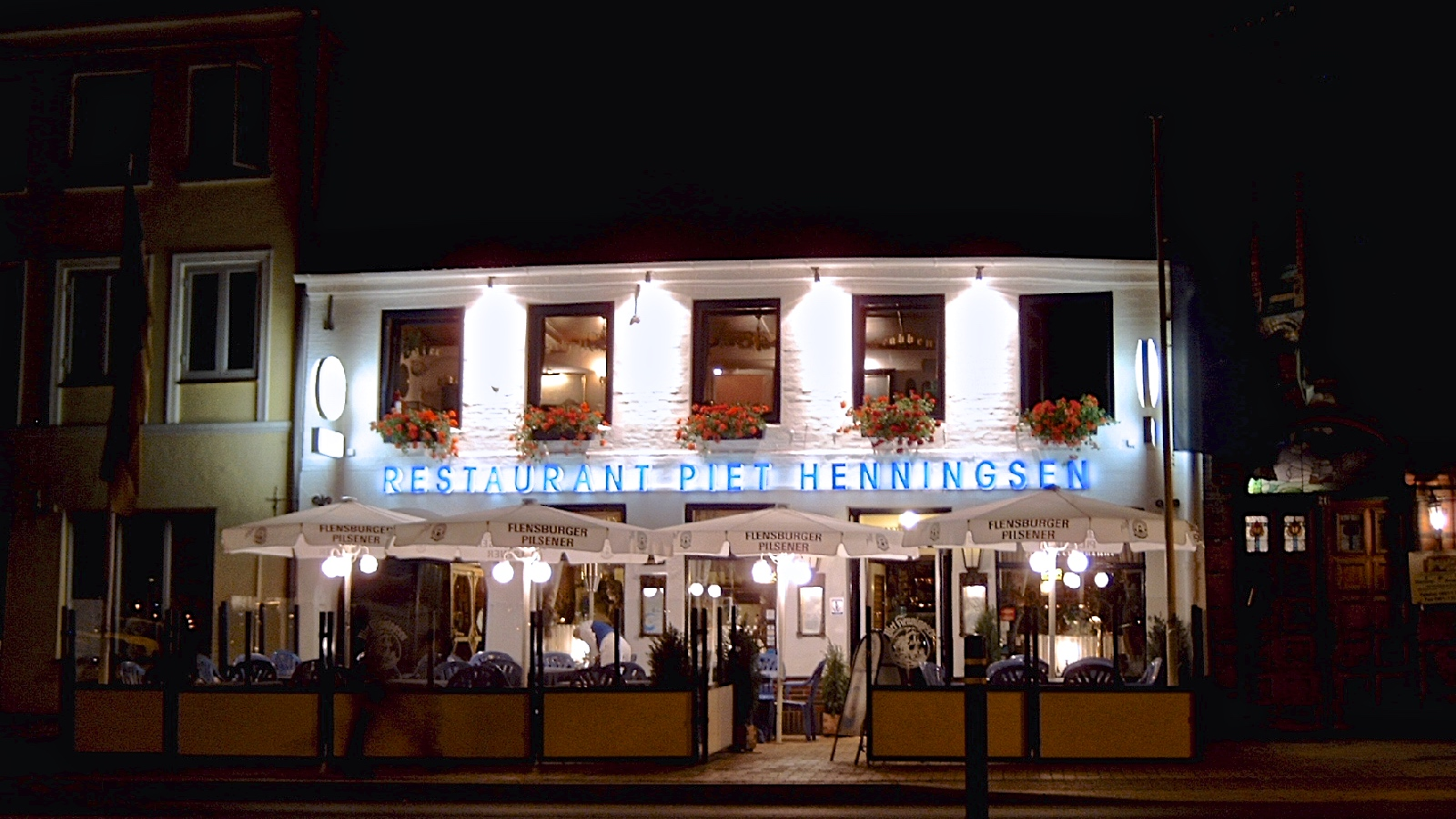
Restaurant Piet Henningsen am Abend

Das Piet Henningsen (auch: Restaurant Piet Henningsen) in Flensburg in der Schiffbrücke Nr. 20 gehört zu den Kulturdenkmalen der Stadt.

## Hintergrund
Das Gasthausgebäude wurde um 1800 am Flensburger Hafen errichtet. Es besteht zur Straßenseite aus einem zweigeschossigen, geschlämmten Backsteinbau mit Mauerankern, dessen Satteldach traufständig ist. Auf dessen Hofseite schließen sich zwei zweigeschossige Seitenflügel mit Pultdächern an. 1886 wurde schließlich vom Schiffszimmermann Reinhold Henningsen die Gaststätte in diesem Gebäude eröffnet, welche offenbar zunächst Seeleute und Seemaschinisten (vgl. Flensburger Navigationsschule) zu ihren Kunden zählte. Nach dessen Sohn erhielt die Gaststätte später den Namen Piet Henningsen. Im Laufe der Zeit entwickelte sich die Gaststätte zu einem Restaurant. Das Hafenrestaurant bietet heutzutage insbesondere Fischgerichte an. In neuerer Zeit wurde das Gebäude aus geschichtlichen und städtebaulichen Gründen unter Denkmalschutz gestellt.